# 川那辺秀政
川那辺 秀政（かわなべ ひでまさ）は、戦国時代の武将、本願寺の僧侶。

## 略歴
川那辺氏について
浄土真宗が近江に伝播された時期は13世紀の頃とされ、その後、本願寺七世・存如の時代には守山市など湖南地域で活発に布教活動が行われていた。金森を支配していた川那辺氏も天台宗から浄土真宗に改宗し、金森惣道場(金森御坊)が開かれ、川那辺氏の一族である川那辺矩厚は存如に帰依して道西と名乗るようになった。
金森御坊の戦い以前について
これ以前の経歴については、本願寺の坊官、または殿原・青侍であったであろうこと以外は、良くわかっていない。
殿原・青侍となる家としては、下間家のほか七里、円山、寺内、八尾、平井、川那部、八木、松井家等であったことから、川那辺氏の者も本願寺に複数仕えていた。
金森御坊の戦いについて
元亀2年（1571年）、金ヶ森城の一向門徒は織田信長に対して一揆を起こした。背後には、信長包囲網形成による本願寺の要請があったものと考えられる。前年にも、一向宗門徒が守山城へ攻め寄せたことが『信長公記』にみられるが、このときも一向一揆勢は金森を拠点としていたとみられる。
元亀2年（1571）9月3日の近江の「金森御坊の戦い」は、佐久間信盛と川那辺秀政が戦い、佐久間が勝利した。この戦いは南近江平定戦の一つであり、織田信長に徹底抗戦を掲げる本願寺の顕如が全国の本願寺門徒に決起を促し、これに応えて近江の六角氏と一向一揆が手を組んで信長に対抗した。
石山本願寺から川那辺秀政を金森御坊に派遣
「金森御坊の戦い」では、大坂の石山本願寺から川那辺秀政が応援に派遣された。
そこで信長は、近江永原城を守っていた佐久間信盛などに命じて、南近江における一向一揆の拠点である金森御坊にいる川那辺秀政を攻撃させた。その戦いの様相を記しているのが『信長公記』にある。
　9月1日に志村の城を攻めさせた。攻撃部隊には、佐久間信盛・中川重政・柴田勝家・丹羽長秀の4人を命じた。四方から攻め寄せて城内に突入して、首級670を討ち取ったとある。9月3日の項では、「常楽寺へ移動して駐留」とあり、一揆勢が立て籠もる金森（金森・守山市）の城を攻めた。一帯の稲作をことごとく薙ぎ払い、鹿垣を結い巡らし、外部との連絡を遮断して包囲しておいたところ、一揆勢は許しを乞い、人質を提出してきたので、これもまた許したとある。
本願寺の命により自害
衆寡敵せず、信長の大軍の前に人質を差し出して降伏した形となった。そのことで信長には助命されたが、
石山に戻ると、本願寺の命により川那辺秀政は自害させられた。